# Spargania diversimedia
Spargania diversimedia är en fjärilsart som beskrevs av Louis Beethoven Prout 1910. Spargania diversimedia ingår i släktet Spargania och familjen mätare. Inga underarter finns listade i Catalogue of Life.